# Joseph Novales
Joseph Novales (Torralba de Aragón, Espanya, 23 de juliol de 1937 - Gabon, 23 de març de 1985) va ser un ciclista francès d'origen espanyol, ja que es nacionalitzà francès el 24 de juliol de 1950. Fou professional entre 1962 i 1966, aconseguint 13 victòries, entre elles la Volta a Catalunya de 1963.

## Palmarès
- 1962
  - 1r al Gran Premi de Niça
  - 1r a Chartes de Bretanya
  - Vencedor d'una etapa del Tour de Romandia i 1r del Gran Premi de la Muntanya
- 1963
  -  1r de la Volta a Catalunya
  - 1r del Trofeu Baracchi (amb Joseph Velly)
  - Vencedor d'una etapa del Circuit de Morbihan
- 1964
  - 1r del Trofeu Jaumendreu (etapa de la Setmana Catalana)
  - Vencedor d'una etapa del Critèrium Nacional
  - Vencedor d'una etapa del Critèrium del Dauphiné Libéré
- 1965
  - 1r a Ploerdut
  - 1r a Saint-Jean la Couronne
  - Vencedor d'una etapa de la Volta a Andalusia

### Resultats al Tour de França
- 1962. Abandona (6a etapa)
- 1964. 19è de la classificació general
- 1966. Abandona (16a etapa)

### Resultats a la Volta a Espanya
- 1965. Abandona